# Espen Lind
Pour les articles homonymes, voir Lind.

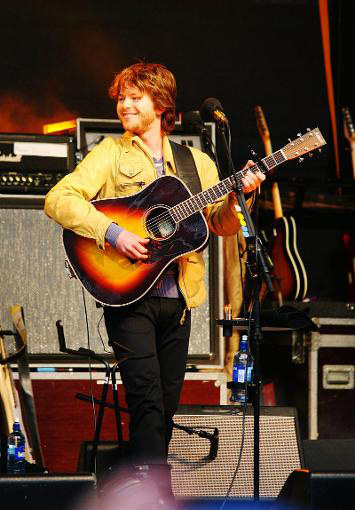
Espen Lind

Espen Lind, est un auteur-compositeur-interprète, producteur norvégien né le 13 mai 1971 à Tromsø.

## Biographie
Espen Lind sort son premier album « Mmm...Prepare To Be Swayed », en 1995 sous le pseudonyme de « Sway ».
Sorti uniquement en Norvège, l'album se vend approximativement à 5 000 copies.
C'est le titre « When Susannah Cries » qui le fait connaitre en 1997 ; il entre dans plusieurs classements latino-américains et européens dont la Norvège où il est numéro 1 pendant 6 semaines.
Son second album « Red » se vend quant à lui à plus de 100 000 exemplaires en Norvège et 350 000 exemplaires à travers le monde ce qui lui vaut le prix de l'artiste de l'année en 1998 aux Spellemannprisen.
En 2000, Espen sort son troisième album « This Is Pop Music » et les titres « Black Sunday » et « Life Is Good ».
Cet album contient également un duo avec la chanteuse norvégienne Sissel Kyrkjebø nommé « Where the Lost Ones Go ».
L'album est primé disque d'or en Norvège.
Espen fait alors une pause de 4 ans avant de revenir avec un nouveau single, « Unloved », en décembre 2004, suivi par l'album « April » en janvier 2005.
En 2006, Espen, accompagné de 3 autres artistes norvégiens (Kurt Nilsen, Alejandro Fuentes et Askil Holm) montent un concert présentant en quatuor les principales chansons des albums antérieurs de chacun, ce qui donnera l'album « Hallelujah Live ».
Espen sort un nouveau titre, « Scared Of Heights », en mai 2008, issue de son cinquième album, « Army Of One » qui est sorti le 23 juin 2008.
En janvier 2009, il est récompensé du "Årets Spelleman" (artiste de l'année) lors des Norwegian Grammy Awards (Spellemannprisen).